# John Clement Adams
John Clement Adams (* 28. November 1947 in Attleboro, Massachusetts, Vereinigte Staaten) ist ein ehemaliger US-amerikanischer Komponist und Musikpädagoge.

## Leben
John Clement Adams studierte an der Harvard University mit dem Abschluss PhD. 1974 besuchte er das Tanglewood Music Centre. Er hatte den Lehrstuhl für Komposition am Boston Conservatory at Berklee inne. 2001 trat er in den Ruhestand. Zu seinen Schülern zählen die Flötistin und Komponistin Bonnie Cochran, die US-amerikanischen Komponisten William Eldridge, Robin Baker und Gary Lloyd Noland, die japanische Komponistin Yuriko Kojima, der italienische Komponist Pasquale Tassone, die chinesische Komponistin Hau-yee Poly und der japanische Komponist Hayato Hirose. In den 1980er und 1990er Jahren komponierte er diverse Stücke, unter anderem ein Violinkonzert und eine Sinfonie, die vor allem von den Ensembles des Konservatoriums uraufgeführt wurden.

## Werke (Auswahl)
- Cellosonate, 1979
- Violinkonzert, komponiert 1982, Uraufführung mit dem Berkshire Symphony Orchester unter Leitung von Ronald Feldman und dem Geiger Victor Romanul am 17. April 1992 in Williamstown.[4][5][6]
- Symphony, 1984, Uraufführung mit dem Pro Arte Orchestra Boston
- Heine Songs für Singstimme und Klavier, Text: Vier Gedichte von Heinrich Heine, Uraufführung am 29. April 1988 in Boston[7]
- Diversion for seven Flutes[8]
- Eight views für Klavier, 1990[9]
- Fünf Stücke für Gitarre, 1991, uraufgeführt am 16. April 1992[10]
- Klaviertrio, Uraufführung am 23. April 1993 in Boston[11]
- Drei lyrische Stücke für Violine und Klavier, Uraufführung mit dem Geiger Victor Romanul und der Pianistin Janice Weber am 6. April 1997[12]
- Affirmations für Bariton und Orchester. Text: Walt Whitman, Emily Dickinson und Robert Frost, Uraufführung am 3. Dezember 1998 mit dem Boston Conservatory Orchestra unter der Leitung von Ronald Feldman und dem Bariton Robert Honeysucker in der Faneuil Hall in Boston.[13]